# كابو دي في هورنوس (تشيلي)
كابو دي في هورنوس (بالإسبانية: Cabo de Hornos, Chile)‏ هي بلدية تقع في تشيلي في المقاطعة التشيلية بالقارة القطبية الجنوبية. يقدر عدد سكانها بـ 1,677 نسمة ومساحتها 15,853.7 كم2 وترتفع عن سطح البحر 39 متر.